# Отто Нейрат
Отто Нейрат (нім. Otto Neurath, 10 грудня 1882 — 22 грудня 1945) — австрійський філософ, соціолог та економіст. У 1929 році був одним з авторів тексту «Наукова концепція світу», більш відомого як «Маніфест Віденського гуртка». Він також був винахідником методу графічної статистики ISOTYPE і новатором музейної практики. До того, як у 1934 році він покинув рідну країну, Нойрат був однією з провідних діячів Віденського гуртка.

## Ранні роки
Нейрат народився у Відні. Він був сином Вільгельма Нейрата (нім. Wilhelm Neurath), відомого політичного економіста того часу. Він вивчав математику у Відні, серед інших предметів, перш ніж отримати докторський ступінь на кафедрі політології та статистики в Берлінському університеті. Він одружився з Анною Шапіре (нім. Anna Schapire) у 1907 році. Вона померла під час пологів у 1911 році. Потім він одружився з близькою подругою, математиком і філософом Ольгою Ган-Нерат (нім. Olga Hahn-Neurath).
Нейрат викладав політичну економію в Новій Віденській торговій академії (нім. Neue Wiener Handelsakademie) до початку війни. Потім він став директором Німецького музею воєнної економіки (Deutsches Kriegwirtschaftsmuseum, який пізніше став Deutsches Wirtschaftmuseum) у Лейпцигу.
У 1919 році він став технічним радником з питань фінансів Баварської республіки рад. З цього часу він почав представляти свої роботи як результат наукових досліджень, позбавлених політичного змісту. Для Нейрата позитивістська наука повинна бути здатною вирішувати проблеми економічного та соціального життя. Він був прихильником наукового економічного планування, черпаючи натхнення в підході, розробленому латвійським економістом і статистиком Карлом Баллодом, зокрема в його книзі «Держава майбутнього» (Ein Blick in den Zukunftsstaat. Produktion und Konsum im Sozialstaat), опублікованій в Німеччині в 1898 році.
Після смерті президента Курта Ейснера він погодився очолити Центральне бюро планування. Після поразки революції Нейрат був ув'язнений на півтора року.
Завдяки втручанню австрійського уряду він був звільнений і зміг повернутися до Австрії. У жовтні 1923 року він написав Рудольфу Карнапу з проханням про зустріч. У 1920-х роках він став палким прихильником логічного емпіризму і центральною фігурою Віденського гуртка, будучи, разом з Карнапом, одним з небагатьох лівих його членів. Він вважав, що математика і логічний редукціонізм дозволяють подолати політичні розбіжності. Він залишався марксистом, хоча й сповідував перевагу наукової об'єктивності над партійною ідеологією. Поступово дистанціювався від Моріца Шліка, якого звинувачував в «ідеалізмі» та надмірній «метафізичності».
У Відні він відкрив «Соціально-економічний музей» (нім. Gesellschafts und Wirtschaftsmuseum) у 1925 році і почав розробляти методику візуальної та графічної освіти у співпраці з Гердом Арнцом (нім. Gerd Arntz) та Марією Рейдемайстер (нім. Marie Neurath), з якою він згодом одружився.
Після громадянської війни в Австрії та встановлення фашистського уряду у Відні, у 1934 році Нейрат виїхав у вигнання до Голландії, де разом зі своїм другом Паулем Отлетом керував Інститутом Мунданеум у Гаазі, а Брюссельський інститут довелося закрити. Разом з ним працювали Марі Рейдемайстер і Ольга Ган-Нерат, які померли в 1937 році. Після вторгнення до Нідерландів він втік до Англії в 1940 році на нестабільному човні разом з Марі Рейдемайстер. Їх вважали громадянами ворожої держави і рік утримували на острові Мен, після чого вони оселилися в Оксфорді за підтримки британських дослідників.
У 1945 році, після того, як він прочитав лекцію про житлові умови у Відні, до нього звернулася рада Білстона з проханням допомогти їм зробити їхнє місто «щасливішим». На той час Білстон був забруднений і постраждав від видобутку вугілля, і багато його будинків були непридатні для проживання. Свої ідеї щодо урбаністичного планування міста Нойрат матеріалізував у репрезентаціях за допомогою ізотипу, які він планував виставляти для населення, щоб пояснити вибір, який він зробив. Однак Отто Нойрат незадовго до цього помер, і його остання дружина Марі завершила виставку, а архітектурну роботу взяла на себе Елла Бріггс, австрійська архітекторка, з якою він уже працював у Відні.

## Твори

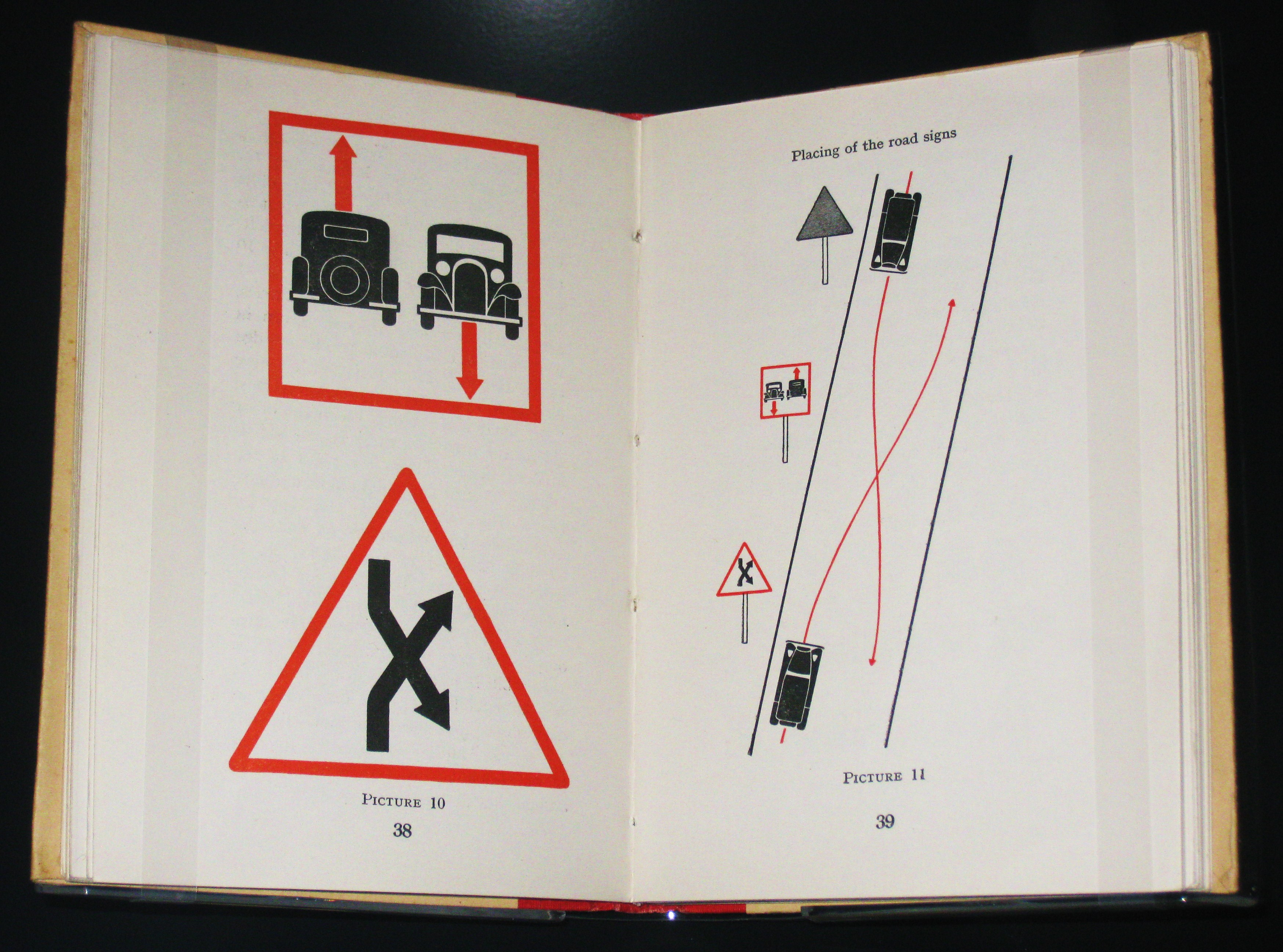
Extrait de Basic від Isotype de Neurath, 1937.

### Для візуальної мови
Нейрат створив ISOTYPE, або Міжнародну систему типографічної графічної освіти, задуману як метод символічного представлення кількісних даних або практичної інформації за допомогою піктограм, що легко інтерпретуються. Починаючи з 1930-х років, він прагнув використовувати ізотип як універсальний засіб комунікації або міжнародну мову зображень. Будучи директором Міжнародного фонду візуальної освіти, він застосував принципи цієї мови у книзі «Сучасна людина в процесі становлення» — томі, проілюстрованому графіками, що показують еволюцію способу життя між різними моментами в минулому і сучасністю: тривалість життя, безробіття, міграційні потоки, щільність міст, споживання і т.д.

### За єдність науки
Нейрат прагнув до єдності наук, яку він намагався досягти через свій проект «Енциклопедії об'єднаних наук». Відштовхуючись від спостереження, що сфера «емпіричних досліджень довгий час перебувала в радикальній опозиції до апріорних логічних побудов, що випливають з філософсько-релігійних систем», він запропонував синтез фактологічного підходу, характерного для науки, і логіко-дедуктивного підходу — науковий емпіризм. Зокрема, це передбачає визначення правил, що регулюють наукові процедури, уніфікацію різних наукових термінологій і зведення всіх термінів до загальновживаних слів.